# Saint-Rémy-sur-Durolle
Saint-Rémy-sur-Durolle é uma comuna francesa na região administrativa de Auvérnia-Ródano-Alpes, no departamento Puy-de-Dôme. Estende-se por uma área de 18,15 km². Em 2010 a comuna tinha 1 780 habitantes (densidade: 98,1 hab./km²).